# Ботинео (Северна Дакота)
Ботинео (енгл. Bottineau) град је у америчкој савезној држави Северна Дакота.

## Демографија
По попису из 2010. године број становника је 2.211, што је 125 (-5,4%) становника мање него 2000. године.
| Група             | 2000.         | 2010.         |
| Белци             | 2.216 (94,9%) | 2.020 (91,4%) |
| Афроамериканци    | 8 (0,3%)      | 15 (0,7%)     |
| Азијати           | 9 (0,4%)      | 11 (0,5%)     |
| Хиспаноамериканци | 23 (1,0%)     | 30 (1,4%)     |
| Укупно            | 2.336         | 2.211         |